# Зов волка (фильм)
«Зов волка» (фр. Le Chant du loup) — французский драматический триллер 2019 года, дебютная режиссёрская работа Абеля Ланзака, также написавшего сценарий фильма. В некоторые сцены фильма вставлены реальные фотографии французских подлодок.

## Сюжет
Французская атомная атакующая подлодка «Титан» под командованием капитана Гроншама и старшего офицера д’Орси выполняет боевое задание по эвакуации группы спецназа с побережья Сирии. Противник замечает следы спецназа, но те успевают уплыть в море на подводных буксировщиках. Одарённый молодой акустик Шантерод сначала замечает появившийся иранский фрегат, а затем некий странный шум, похожий на шум подлодки, необычной конструкции. Подлодка замечает французов и передаёт данные команде фрегата, иранцы поднимают противолодочный вертолёт, атакующий лодку. Подводники не могут уйти, ожидая своих коммандос. Гроншам отдаёт приказ о всплытии, выходит наружу и сбивает вертолёт из РПГ. 
По возвращении в Брест командование назначает Гроншама капитаном на новейшую ракетную подлодку «Гроза», д’Орси становится капитаном «Титана». Шантерод пытается идентифицировать таинственную подлодку, но встречает противодействие своего командира, убеждённого, что подводники имели дело с вражеским дроном. Подслушав и вспомнив звуки клавиш клавиатуры командира Шантерод разгадывает код секретной базы данных, но не находит данных. Пытаясь уточнить спектры сигналов, он знакомится с владелицей книжного магазина Дианой, молодые люди становятся любовниками. Шантерод неожиданно понимает что имел дело со списанной подлодкой, данные о которых стираются из базы. Он тайком пробирается в архив и находит данные о советской ракетной подлодке «Тимур-3». Прибывший командир арестовывает Шантерода, но ненадолго – разведка подтверждает выводы Шантерода, кроме этого Гроншам поручился за Шантерода, желая видеть его в своей команде. Россия нападает на Финляндию, президент Франции посылает туда войска. «Гроза» под эскортом «Титана» отправляется на боевое дежурство, однако перед выходом в море Гроншам отстраняет Шантерода, в его моче обнаружены следы марихуаны (возможно от сигареты, которую курила Диана). 
На базе поднимается тревога, Шантерод проскальзывает в командный центр, оказавшись там единственным акустиком. «Тимур-3» из Берингова моря запустил ракету по Франции. Президент приказывает «Грозе» нанести удар возмездия по России. Ракета-перехватчик проходит мимо цели. Шантерод догадывается, что ракета запущена без боеголовки. Приходит информация от США, что один из российских адмиралов получил крупную взятку. Моряки с ужасом понимают, что исламские джихадисты тайно приобрели списанный «Тимур», заплатив российскому ренегату, намеренно показались французам у берегов Сирии, а потом устроили провокацию, надеясь вызвать ядерную войну. Глава штаба приказывает любой ценой сорвать пуск «Грозы». 
«Гроза» скрывается и уходит в полное радиомолчание, готовясь к удару. Адмирал и Шантерод высаживаются на борт «Титана». Адмирал направляет «Титан» к одной из двух секретных точек для запуска, а к другой посылает противолодочную авиацию. Его расчёт оправдывается, но Гроншам под напором старшего офицера отказывается разговаривать с «Титаном», считая их согласно инструкции возможным противником. Д’Орси отправляется с аквалангом к «Грозе», но её экипаж считает это диверсией и пускает торпеду, повреждающую нос «Титана». Д’Орси пропадает в пучине моря. Подлодки обмениваются торпедными залпами. Обе подлодки не могут увернуться: на «Грозе» идёт подготовка к пуску ракеты, «Титан» не может потерять торпеду. Торпеда «Грозы» разбивает мостик «Титана», Гроншам выбрасывает воздух, направляя туда вражескую торпеду, но подлодка также получает повреждения. Шантероду удаётся связаться с Гроншамом, который жертвуя собой, остался в загазованном отсеке и убедить его отменить запуск. Адмирал, отказываясь от шанса спастись, выбрасывает Шантерода из тонущей подлодки на поверхность. Оглохший Шантерод вместе со старшим офицером «Грозы» отдаёт почести погибшим морякам и возвращается к Диане.

## В ролях
- Франсуа Сивиль — Шантерод
- Омар Си — капитан д’Орси
- Матьё Кассовиц — адмирал (ALFOST), командир флота SSBN[note 1]
- Реда Катеб — капитан Гроншам
- Паула Бер — Диана
- Алексис Михалик — старший офицер «Грозы»
- Жан-Ив Бертело — начальник Центра акустической интерпретации и распознавания (CIRA)[note 2]
- Дамьен Боннар — офицер «Грозы»

## Награды и номинации
Премия «Сезар»-2020:
- Лучший дебютный фильм — реж. Абель Ланзак, продюсеры: Жером Сейду, Ален Атталь (номинация)
- Лучшие декорации — Бенуа Бару (номинация)
- Лучший звук — Николя Кантен, Тома Дежонкер, Рафаэль Мутерд, Оливье Гуэнар, Рэнди Том (награда)

## Notes
1. ↑  «ALFOST» — AmiraL commandant la Force Océanique STratégique
2. ↑  «CIRA» — Centre d'i nterprétation et de reconnaissance acoustique